# Мрвальевич, Марко
Ма́рко Мрва́льевич ( Марко Мрваљевић / Marko Mrvaljević; род. 5 июня 2001) — черногорский футболист, нападающий клуба «Верес», выступающий на правах аренды за клуб «Мура».

## Клубная карьера
Футболом начал заниматься в 6-7-летнем возрасте в клубе «Red Rock». Затем перешёл в академию «Подгорицы».
В начале июля 2020 года присоединился к «Будучности». В футболке подгорицкого клуба дебютировал 29 февраля 2020 в победном (1:0) поединке 22-го тура Первой лиги Черногории против «Петроваца». Марко вышел на поле на 90+2-й минуте вместо грека Панайотиса Моратиса. Во второй половине сезона 2019/20 годов провёл 3 поединка в чемпионате Черногории.
В начале августа 2020 года отправился в аренду в «Титоград». Дебютировал за новую команду 25 октября 2020 в победном (1:0) домашнем поединке 10-го тура Первой лиги Черногории против «Подгорицы». Мрвалевич вышел на поле в стартовом составе и отыграл весь матч, а на 68-й минуте отличился первым голом во взрослой карьере. В первой половине сезона 2020/21 годов сыграл 16 матчей и отличился 5-ю голами за «Титоград» в чемпионате Черногории. В январе 2021 года вернулся из аренды в «Будучност». Первым голом за столичный клуб отличился 25 мая 2021 на 80-й минуте победного (4:2) выездного поединка 36-го тура Первой лиги Черногории против «Зеты». Марко вышел на поле на 56-й минуте вместо Петара Грбича. В середине января 2021 года отправился в очередную аренду, на этот раз в «Подгорицу». Дебютировал за столичный клуб 18 февраля 2022 в ничейном (2:2) домашнем поединке 20-го тура Первой лиги против «Петроваца». Мрвалевич вышел на поле на 80-й минуте вместо Адмира Адровича. В чемпионате Черногории сыграл 17 матчей, еще 2 поединка провёл в плей-офф за право сохранения места в элитном дивизионе чемпионата, однако голами не отмечался. В середине июня 2022 года вернулся в «Будучност», где выступал до конца 2023 года. За это время в футболке столичного клуба сыграл 75 матчей (13 голов) в национальном чемпионате и 3 поединка в кубке Черногории.
18 января 2024 года по приглашению Юрия Габовды подписал 2,5-летний контракт с «Вересом». В футболке ровенского клуба дебютировал 25 февраля 2024 в проигранном (0:2) домашнем поединке 18-го тура Премьер-лиги Украины против ковалёвского «Колоса». Марко вышел на поле в стартовом составе, а на 68-й минуте его заменил Николай Гайдучик. Первым голом за «Верес» отличился 2 марта 2024 на 41-й минуте проигранного (1:2) выездного поединка 19-го тура Премьер-лиги Украины против полтавской «Ворсклы». Мрвалевич вышел на поле в стартовом составе и отыграл весь матч.

## Карьера в сборной
Выступал за юношескую сборную Черногории (U-19), в футболке которой дебютировал 6 сентября 2019 в ничейном (4:4) товарищеском выездном поединке против Израиля. Марко вышел на поле на 46-й минуте вместо Дженана Мучича, а на 55-й минуте отличился голом в воротах соперников. В течение 2019-го календарного года сыграл 7 матчей (1 гол).
В футболке молодёжной сборной Черногории дебютировал 13 октября 2020 в проигранном (0:1) выездном поединке группы 6 квалификационного раунда молодёжного чемпионата Европы против Фарерских островов. Мрвалевич вышел на поле на 67-й минуте вместо Марко Раконьяца. Осенью 2020 года провел 2 поединка за черногорскую «молодёжку».

## Достижения
«Будучност» (Подгорица)
- Чемпион Черногории (3): 2019/20, 2020/21, 2022/23
- Обладатель Кубка Черногории: 2020/21